# آدلاید هال
آدلاید هال (انگلیسی: Adelaide Hall; ۲۰ اکتبر ۱۹۰۱ – ۷ نوامبر ۱۹۹۳) موسیقی‌دان و خواننده سبک جاز اهل ایالات متحده آمریکا بود. او به مدت تقریباً ۷۰ سال از سال ۱۹۲۱ تا زمان مرگش فعالیت حرفه‌ای در زمینه موسیقی داشت. او یکی از افراد اصلی و تأثیرگذار در رنسانس هارلم به‌شمار می‌رود. او پس از سال ۱۹۳۸ در لندن مستقر شد. او با هنرمندان بزرگی مانند آرت تیتوم، اتل واترز، ژوزفین بیکر، لویی آرمسترانگ، لنا هورن، کب کلووی، فلا سواند، رودی واله و جولز هالند همکاری داشت و به عنوان خواننده جاز با دوک الینگتون و فتس والر آثاری را ضبط کرد.